# Рефлексология (альтернативная медицина)

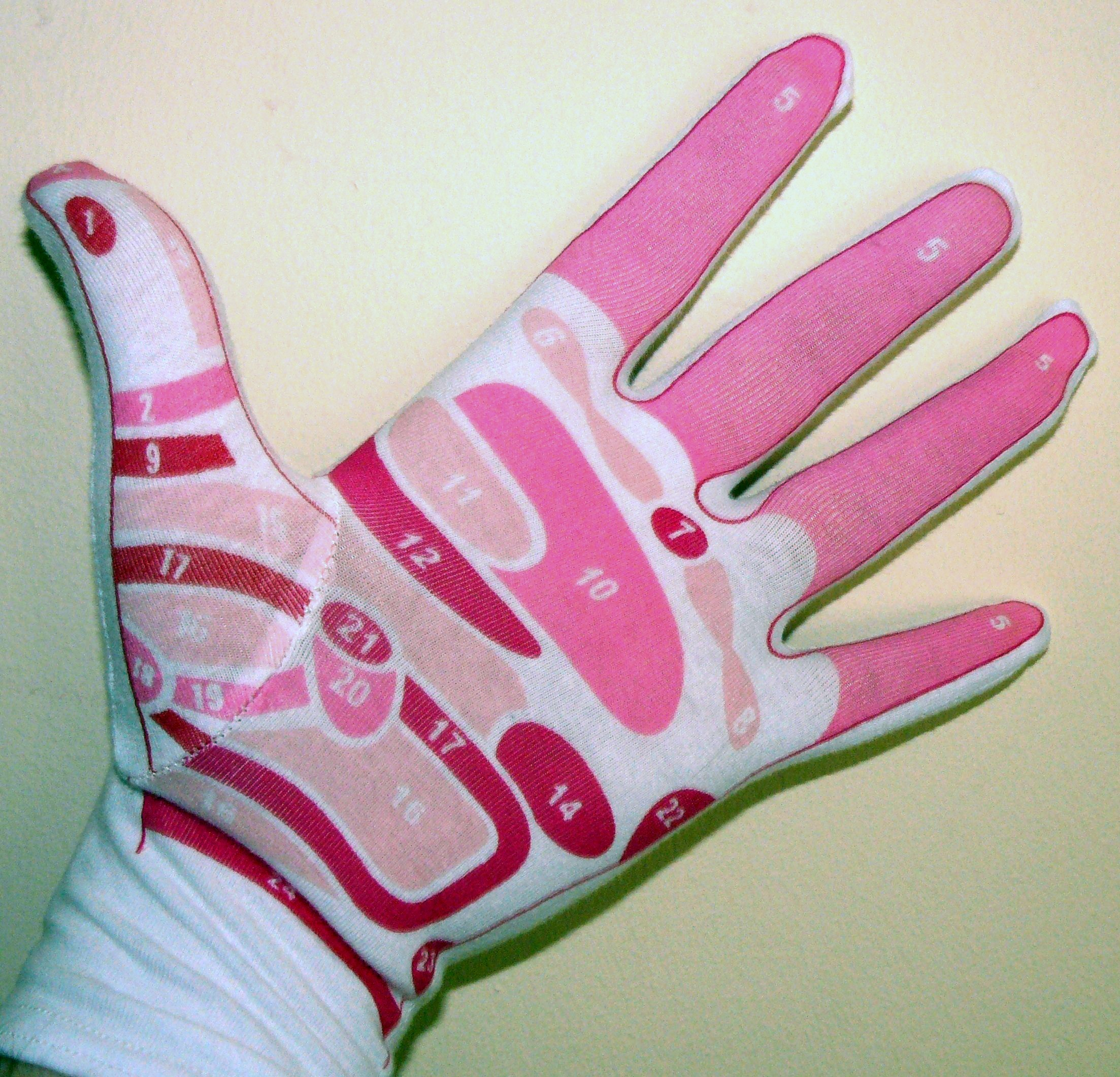
Пример рефлексологической схемы, которая демонстрирует области, по мнению рефлексологов, связанные с различными органами тела

Рефлексоло́гия — одно из направлений альтернативной медицины, родственное с акупунктурой. Представляет собой мануальное воздействие на специфические области ступней, рук или ушей, иногда с использованием инструментов, масел и лосьонов. Основана на предпосылке рефлексологов о том, что на ступнях, руках и ушах человека находится система областей, отражающая человеческий организм в целом, и что воздействие на эту систему вызывает физиологический эффект в соответствующих частях тела.
Среди рефлексологов нет единого мнения о механизме действия рефлексологии. Рефлексологи делят тело человека на десять «зон», по пять справа и слева. Многие из них придерживаются стандартного объяснения о соответствии областей на ступнях, руках и ушах «зонам» тела человека, и что воздействие на эти области улучшает здоровье путём гармонизации и восстановления правильного движения «жизненной энергии» ци. Практикующие считают, что с помощью рефлексологии возможно диагностировать и лечить множество заболеваний, снимать стресс и боли в разных частях организма. Распространены среди рефлексологов убеждения о том, что при помощи своего воздействия они посылают сигналы, «балансирующие» нервную систему или способствующие выработке химических соединений, таких как эндорфины, снижающих стресс и боль.
Рефлексология нередко критикуется за противоречие с общепринятыми современными медицинскими концепциями, за отсутствие научных оснований своих теорий и практик и за отсутствие свидетельств в пользу своей эффективности, вплоть до рассмотрения рефлексологии как псевдонауки. Теории о существовании «жизненной энергии», подобной ци, и её движении внутри организма отвергаются научным сообществом как ненаучные и метафизические. В 2009 году систематический обзор рандомизированных контролируемых клинических исследований пришёл к выводу, что на тот момент не существовало ни одного объективного свидетельства в пользу того, что рефлексология является эффективным способом лечения какого-либо заболевания. Недостатки государственного регулирования, аккредитации и лицензирования также приводят к критике рефлексологии. Особенное беспокойство учёных вызывают случаи, общие для псевдонаучных способов лечения, когда пациенты целиком доверяются рефлексологии и либо опаздывают с медицинским лечением, либо вовсе от него отказываются, что связано с серьёзным риском для здоровья.